# Ánimas Guadalupe
Ánimas Guadalupe är en ort i Mexiko.   Den ligger i kommunen Juan N. Méndez och delstaten Puebla, i den sydöstra delen av landet, 170 km sydost om huvudstaden Mexico City. Ánimas Guadalupe ligger 1 926 meter över havet och antalet invånare är 330.
Terrängen runt Ánimas Guadalupe är kuperad åt nordost, men åt sydväst är den platt. Runt Ánimas Guadalupe är det ganska glesbefolkat, med 21 invånare per kvadratkilometer. Närmaste större samhälle är San Juan Ixcaquixtla, 9,2 km söder om Ánimas Guadalupe. Omgivningarna runt Ánimas Guadalupe är en mosaik av jordbruksmark och naturlig växtlighet.